# جزیره چچن
جزیره چـِچـِن (به روسی: Остров Чечень)، یک جزیره ساحلی در دریای کاسپین است. این جزیره متعلق به جمهوری داغستان، در فدراسیون روسیه است.
جزیره چچن در ۲۰ کیلومتری شرق کراینوفکا درست در روبه‌روی یک پرتگاه صخره‌ای در ساحل غربی دریای خزر واقع شده‌است.
چچن جزیره‌ای به درازای ۱۹ کیلومتر و پهنای حداکثر ۹ کیلومتر است. دریای پیرامون جزیره چچن معمولاً بین ماه‌های ژانویه و مارس یخ می‌بندد. جزایر مجاور آن جزیره‌های لوپاتین، بازار، پریگونکی، پیچوژونوک و یایچنی هستند.
پرندگان زیادی در جزیره چچن زندگی می‌کنند به‌ویژه مرغان دریایی.

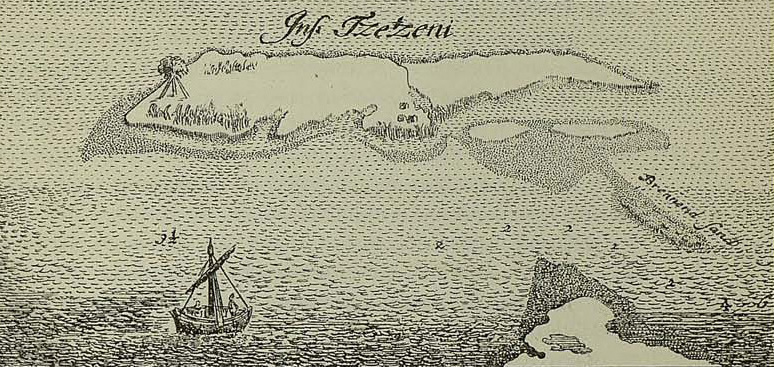